# Наварро, Рафаэл
Рафаэ́л Нава́рро Леа́л (порт. Rafael Navarro Leal; род. 14 апреля 2000, Кабу-Фриу, штат Рио-де-Жанейро) — бразильский футболист, нападающий клуба «Колорадо Рэпидз».

## Биография
Рафаэл Наварро родился в штате Рио-де-Жанейро и начинал заниматься футболом в академии «Флуминенсе», но последние годы на молодёжном уровне провёл уже в «Атлетико Гоияниенсе». В 2019 году стал регулярно попадать в заявку команды на матчи Серии B, но в основном составе команды из Гоянии так и не сыграл. В январе 2020 года перешёл в «Ботафого». Дебютировал в основном составе 18 января в гостевой игре Лиги Кариоки против «Волты-Редонды». Наварро вышел на замену на 73-й минуте, но не смог помочь своей команде избежать поражения 0:1. Дебюта в чемпионате Бразилии молодому игроку пришлось ждать целый год — 25 января 2021 года Рафаэл Наварро вышел на замену на 72-й минуте матча против «Флуминенсе». «Ботафого» вновь уступил своему сопернику (0:2). Это была игра Серии A сезона 2020, поскольку последние туры проходили уже в 2021 календарном году из-за перерыва, вызванного пандемией COVID-19. Свой первый гол на взрослом уровне Наварро забил 2 февраля 2021 года в ворота «Палмейраса», благодаря чему «фоган» сыграл вничью на выезде 1:1.
Однако сезон для «Ботафого» сложился неудачно, и команда вылетела из Серии A. В турнире Серии B 2021 Рафаэл Наварро проявил себя с лучшей стороны — он забил 15 голов и отдал девять результативных передач. По итогам сезона «Ботафого» стал победителем Серии B, вернувшись в элитный дивизион бразильского футбола. Уже после завершения турнира, 22 декабря 2021 года, Рафаэл Наварро подписал контракт с «Палмейрасом» — действующим дважды подряд обладателем Кубка Либертадорес — до конца 2026 года.
За первые три месяца в новой команде Наварро помог своей команде выиграть Рекопу Южной Америки, а также чемпионом штата Сан-Паулу. В Лиге Паулисте 2022 в 10 матчах нападающий не забил ни одного мяча. Крайне высокую результативность Рафаэл Наварро начал демонстрировать в апреле, с началом очередного розыгрыша Кубка Либертадорес. В первом матче группового этапа «Палмейрас» разгромил в гостях «Депортиво Тачиру» 4:0, и два гола забил Наварро. Во втором туре, 13 апреля 2022 года на «Альянц Парке» «зелёные» добились ещё более крупного результата, обыграв чемпиона Боливии «Индепендьенте Петролеро» со счётом 8:1. С 47-й по 78-ю минуту Наварро оформил покер, чем предопределил результат (на перерыв команды ушли при равном счёте 1:1).
10 июля 2023 года Наварро был арендован клубом MLS «Колорадо Рэпидз» в качестве назначенного игрока на один год с опцией выкупа. 9 августа сыграл один тайм за «Колорадо Рэпидз 2» в матче MLS Next Pro против «Хьюстон Динамо 2». За первую команду «Колорадо Рэпидз» в MLS дебютировал 23 августа в матче против «Лос-Анджелеса». 14 октября в матче против «Далласа» забил свой первый гол за «Рэпидз». 27 июня 2024 года «Колорадо Рэпидз» объявил о выкупе Наварро у «Палмейраса» и заключении с ним 3,5-летнего контракта, до конца сезона 2027, с опцией продления ещё на один год.

## Титулы
- Чемпион штата Сан-Паулу (1): 2022
- Победитель Серии B Бразилии (1): 2021
- Обладатель Рекопы Южной Америки (1): 2022